# Världscupen i längdåkning 1985/1986
Världscupen i längdåkning 1985/1986 inleddes i Labrador City i Kanada den 7 december 1985 och avslutades i Oslo den 15 mars 1986. Vinnare av totala världscupen blev Gunde Svan på herrsidan och Marjo Matikainen-Kallström från Finland på damsidan.
Inför säsongen tilläts, efter några säsongers stridigheter om vilka stilar som skulle tillåtas, fristilsåkning i vissa lopp och enbart klassisk stil i andra. Initiativet till kompromissen togs av svenske åkaren Thomas Wassberg.

## Tävlingskalender

### Herrar
| Datum            | Plats         | Tävling                    | Etta             |
| 8 december 1985  | Labrador City | 15 kilometer klassisk stil | Gunde Svan       |
| 14 december 1985 | Biwabik       | 30 kilometer fristil       | Gunde Svan       |
| 11 januari 1986  | La Bresse     | 30 kilometer klassisk stil | Gunde Svan       |
| 15 januari 1986  | Bohinj        | 5 kilometer fristil        | Torgny Mogren    |
| 14 februari 1986 | Oberstdorf    | 50 kilometer fristil       | Gunde Svan       |
| 23 februari 1986 | Kavgolovo     | 15 kilometer klassisk stil | Vladimir Smirnov |
| 2 mars 1986      | Lahtis        | 15 kilometer fristil       | Torgny Mogren    |
| 8 mars 1986      | Falun         | 15 kilometer               | Thomas Wassberg  |
| 14 mars 1986     | Oslo          | 50 kilometer klassisk stil | Gunde Svan       |

### Damer
| Datum            | Plats         | Tävling                    | Etta                       |
| 7 december 1985  | Labrador City | 5 kilometer fristil        | Marjo Matikainen-Kallström |
| 13 december 1985 | Biwabik       | 10 kilometer klassisk stil | Britt Pettersen            |
| 11 januari 1986  | Les Saisies   | 10 kilometer fristil       | Gaby Nestler               |
| 18 januari 1986  | Nove Mesto    | 20 kilometer fristil       | Simone Opitz               |
| 15 februari 1986 | Oberstdorf    | 20 kilometer klassisk stil | Marianne Dahlmo            |
| 22 februari 1986 | Kavgolovo     | 10 kilometer klassisk stil | Anne Jahren                |
| 2 mars 1986      | Lahtis        | 5 kilometer klassisk stil  | Marjo Matikainen-Kallström |
| 8 mars 1986      | Falun         | 30 kilometer klassisk stil | Britt Pettersen            |
| 15 mars 1986     | Oslo          | 10 kilometer fristil       | Jaana Savolainen           |

### Lagtävlingar
| Datum            | Plats         | Tävling                              | Etta | Kön    |
| 8 december 1985  | Labrador City | Stafett 4x10 kilometer blandad stil  | -    | Herrar |
| 15 december 1985 | Biwabik       | Stafett 4x5 kilometer fristil        | -    | Damer  |
| 15 januari 1986  | Bohinj        | Stafett 4x10 kilometer klassisk stil | -    | Herrar |
| 15 januari 1986  | Klingenthal   | Stafett 4x5 kilometer fristil        | -    | Damer  |
| 16 februari 1986 | Oberstdorf    | Stafett 4x10 kilometer klassisk stil | -    | Herrar |
| 16 februari 1986 | Oberstdorf    | Stafett 4x5 kilometer klassisk stil  | -    | Damer  |
| 1 mars 1986      | Lahtis        | Stafett 4x5 kilometer klassisk stil  | -    | Damer  |
| 9 mars 1986      | Falun         | Stafett 4x10 kilometer fristil       | -    | Herrar |
| 13 mars 1986     | Oslo          | Stafett 4x10 kilometer fristil       | -    | Herrar |
| 13 mars 1986     | Oslo          | Stafett 4x5 kilometer fristil        | -    | Damer  |

## Slutställning

### Herrar
| Placering | Namn                    | Land          | Total Poäng |
| --------- | ----------------------- | ------------- | ----------- |
| 1         | Gunde Svan              | Sverige       | 145         |
| 2         | Torgny Mogren           | Sverige       | 101         |
| 3         | Vladimir Smirnov        | Sovjetunionen | 78          |
| 4         | Pål Gunnar Mikkelsplass | Norge         | 57          |
| 4         | Erik Östlund            | Sverige       | 57          |
| 6         | Thomas Eriksson         | Sverige       | 50          |
| 7         | Christer Majbäck        | Sverige       | 47          |
| 8         | Vegard Ulvang           | Norge         | 43          |
| 9         | Pierre Harvey           | Kanada        | 40          |
| 10        | Martin Hole             | Norge         | 29          |

### Damer
| Placering | Namn                       | Land          | Total Poäng |
| --------- | -------------------------- | ------------- | ----------- |
| 1         | Marjo Matikainen-Kallström | Finland       | 107         |
| 2         | Marianne Dahlmo            | Norge         | 106         |
| 3         | Britt Pettersen            | Norge         | 104         |
| 4         | Anne Jahren                | Norge         | 88          |
| 5         | Simone Opitz               | Östtyskland   | 60          |
| 6         | Gaby Nestler               | Östtyskland   | 54          |
| 6         | Evi Kratzer                | Schweiz       | 54          |
| 8         | Jaana Savolainen           | Finland       | 44          |
| 9         | Nina Koroleva              | Sovjetunionen | 42          |
| 9         | Pirkko Määttä              | Finland       | 42          |

### Fotnoter
1. ↑  Alexander Lundholm (15 februari 2015). ”När skejten kom och förändrade längdskidåkningen för alltid”. Sveriges radio. http://sverigesradio.se/sida/artikel.aspx?programid=179&artikel=6092801. Läst 24 mars 2016.